# Eleccions regionals de la Vall d'Aosta de 1993
Les eleccions per a renovar el Conseil de la Vallée / Consiglio Regionale de la Vall d'Aosta se celebraren el 6 de juny de 1993.

## Resultats electorals
| ← Eleccions regionals de la Vall d'Aosta, 1993 →                                                         |        |        |        |
| Partits                                                                                                  | vots   | (%)    | escons |
| Union Valdôtaine (UV)                                                                                    | 30.312 | 37,27% | 13     |
| Democràcia Cristiana Italiana (DC)                                                                       | 12.091 | 14,87% | 5      |
| PDS-Gauche Valdôtaine                                                                                    | 6.987  | 8,59%  | 3      |
| Lliga Nord Vall d'Aosta (LN)                                                                             | 6.176  | 7,59%  | 3      |
| Federació dels Verds (VERDI)                                                                             | 5.816  | 7,15%  | 3      |
| Autonomistes Demòcrates Progressistes - Partit Republicà Italià - Autonomistes Independents (ADP-PRI-AI) | 5.247  | 6,45%  | 2      |
| Pour la Vallée d'Aoste                                                                                   | 3.527  | 4,34%  | 2      |
| Aliança Popular Autonomista (APA)                                                                        | 3.234  | 3,98%  | 2      |
| Partit Socialista Italià (PSI)                                                                           | 3.132  | 3,85%  | 1      |
| Rifondazione Comunista (PRC)                                                                             | 2.817  | 3,46%  | 1      |
| Moviment Social Italià-Dreta Nacional (MSI)                                                              | 1.390  | 1,71%  | -      |
| Lega Alpina                                                                                              | 603    | 0,74%  | -      |
| Total | 81.332 | 100,00 | 35     |

Fonts: Ministero dell'Interno, ISTAT, Istituto Cattaneo, Consell Regional de la Vall d'Aosta